# クリシー＝ス＝ボワ
クリシー＝ス＝ボワ（フランス語:Clichy-sous-Bois、旧称クリシー＝アン＝オールノワ (Clichy en Aulnois)）はフランスの都市。パリの郊外（パリから15.8キロメートル）に位置し、セーヌ＝サン＝ドニ県に属する。

## 歴史
地名はローマ時代のクレッピウス (Cleppius) に由来。第二次世界大戦後に、フランスの旧植民地からの移民を受け入れるために開発され、大規模な団地群が林立するようになった。移民系住民を中心とした貧困や就職難から軽犯罪が横行するようになり、「危険なバンリュー」とみなされている。

## 治安
2005年に起こったパリ郊外暴動事件の発端となった。暴動の発端は、クリシー＝ス＝ボワ市において、移民系の若者が警察に追跡され、変電所に逃げ込んで感電死したことに対して、住民が警察や消防署を投石などによって襲撃したことによる。この暴動は後にフランス全土に拡大していった。

## 人口推移
| 1968年 | 1975年 | 1982年 | 1990年 | 1999年 | 2006年 | 2011年 | 2012年 |
| ------ | ------ | ------ | ------ | ------ | ------ | ------ | ------ |
| 16 357 | 22 422 | 24 654 | 28 180 | 28 288 | 29 412 | 29 835 | 30 720 |

参照元:1999年までLdh/EHESS/Cassini、2004年以降INSEE

## ギャラリー

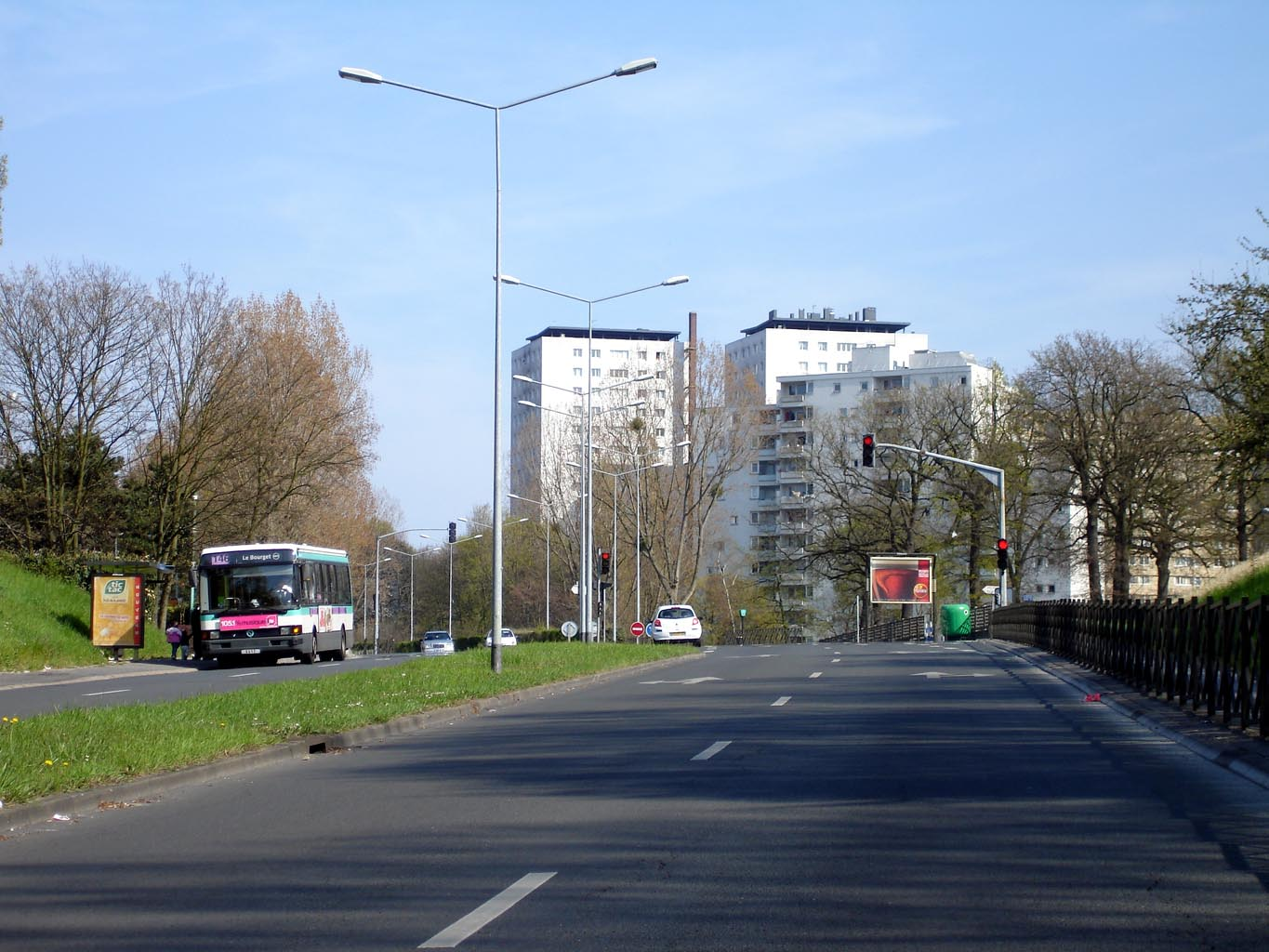
Boulevard Gagarine
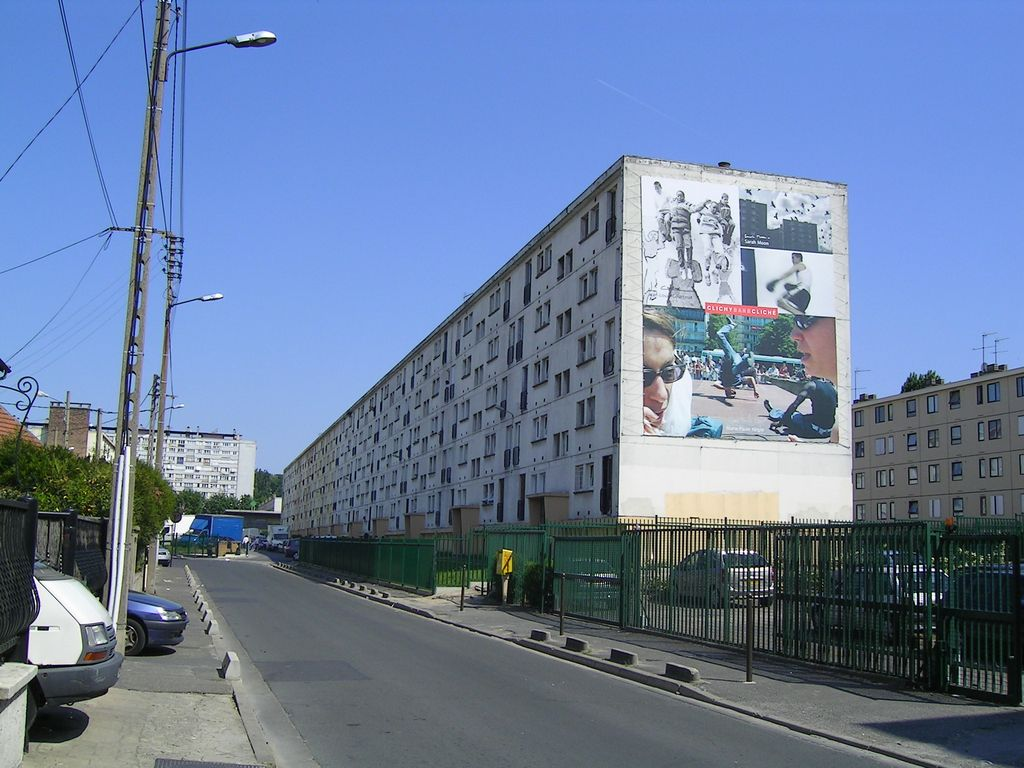
Chemin des Postes
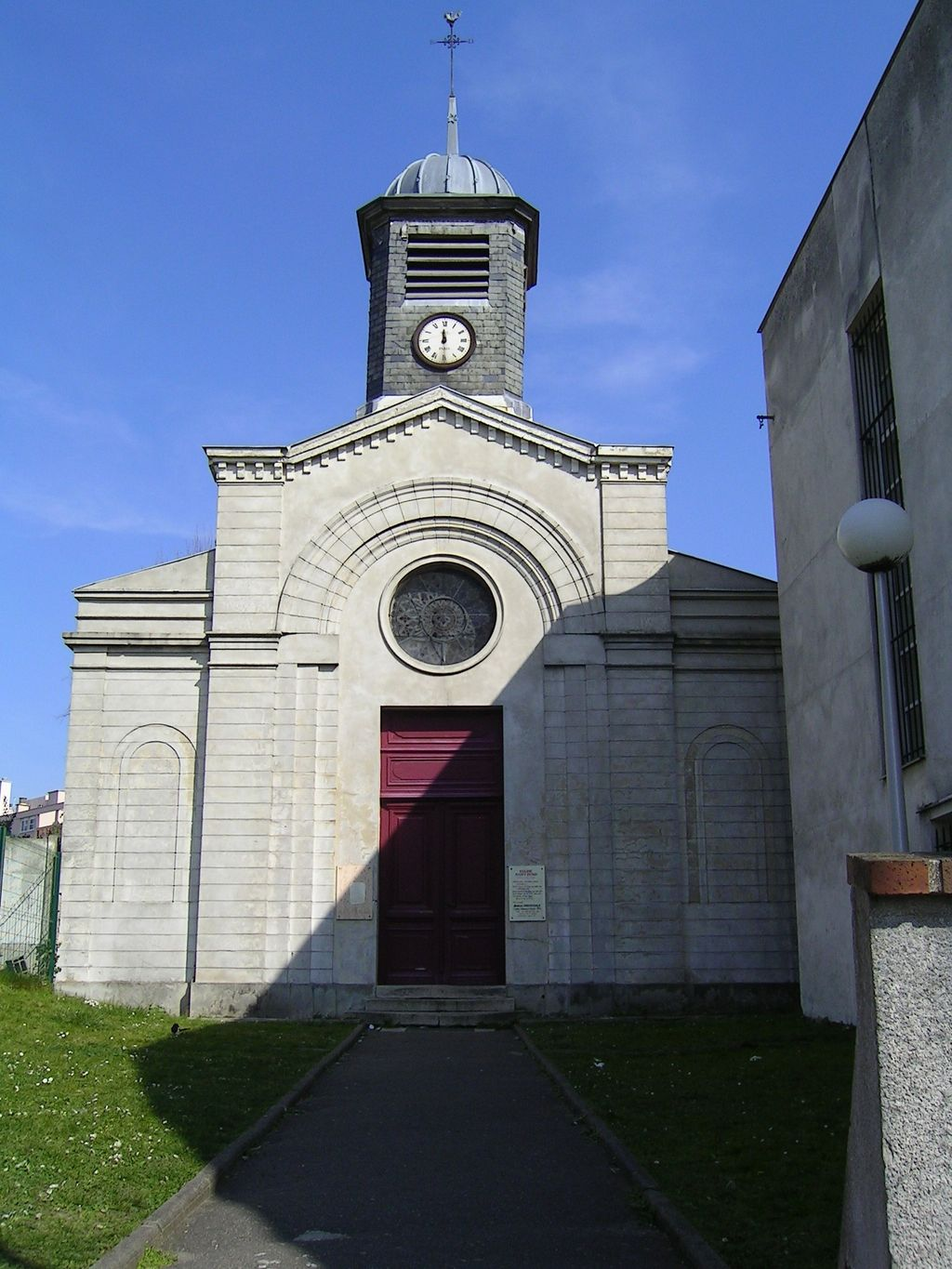
L'église Saint-Denis
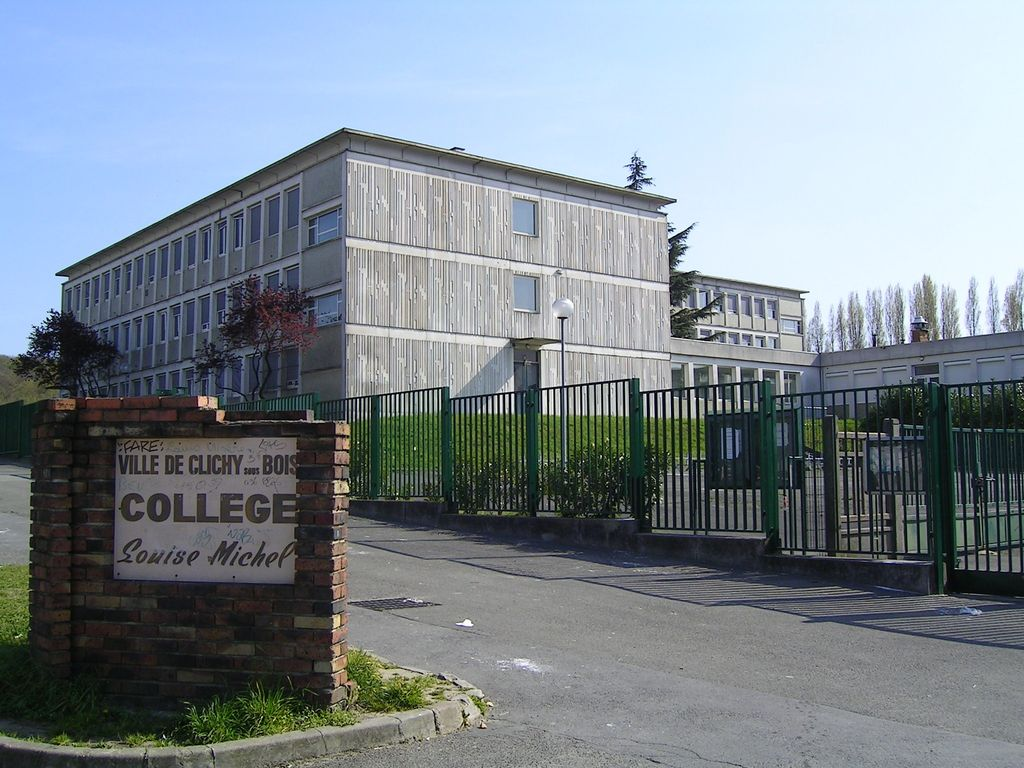
Le collège Louise-Michel

## 出身者
- ミカエル・シアニ - サッカー選手
- ロベルト・アラーニャ - 歌手